# Багрий, Андрей Петрович
Андрей Петрович Багрий (укр. Андрі́й Петро́вич Багрі́й; род. 1 сентября 1968, Чортков, Тернопольская область) — украинский тренер по пауэрлифтингу; Заслуженный тренер Украины (2003).

## Биография
Родился 1 сентября 1968 года в городе Чортков Тернопольской области Украинской ССР.
Окончил Борщевский совхоз-техникум. В 1992 году основал в Чорткове спортивный клуб «Азов». С 2001 года работает тренером Тернопольской ДЮСШ «Авангард» областной организации спортивного общества «Украина».
А. П. Багрий подготовил одного заслуженного мастера спорта международного класса и трёх мастеров спорта Украины. Является мужем и тренером Тамары Багрий — Заслуженного мастера спорта Украины.
Является главой областной федерации пауэрлифтинга.